# Paraeuchaeta rotundirostris
Paraeuchaeta rotundirostris is een eenoogkreeftjessoort uit de familie van de Euchaetidae. De wetenschappelijke naam van de soort is voor het eerst geldig gepubliceerd in 1987 door Heptner.